# Curkowka
Curkowka (ros. Цурковка) – wieś (ros. деревня, trb. dieriewnia) w zachodniej Rosji, w osiedlu wiejskim Michnowskoje rejonu smoleńskiego w obwodzie smoleńskim.

## Geografia
Miejscowość położona jest nad Jefinją, 3 km od drogi federalnej R135 (Smoleńsk – Krasnyj – Gusino), 6 km od drogi federalnej R120 (Orzeł – Briańsk – Smoleńsk – Witebsk), 15 km od drogi magistralnej M1 «Białoruś», 13 km od centrum administracyjnego osiedla wiejskiego (Michnowka), 19,5 km od Smoleńska, 7 km od najbliższego przystanku kolejowego (Katyń).

## Demografia
W 2010 r. miejscowości nikt nie zamieszkiwał.